# Botsuana nos Jogos Olímpicos de Verão de 2024
Botsuana competiu nos Jogos Olímpicos de Verão de 2024 realizados em Paris, na França, entre 26 de julho e 11 de agosto de 2024. Foi a 12.ª participação consecutiva do país nos Jogos Olímpicos de Verão desde a estreia em Moscou 1980.
Foi representado por 12 atletas que competiram no atletismo e na natação. Letsile Tebogo conquistou a primeira medalha de ouro olímpica de Botsuana após vencer os 200 metros masculino do atletismo, tornando-se também o primeiro africano a ganhar a prova. A outra medalha foi a prata no revezamento 4x400 m masculino com Busang Kebinatshipi, Bayapo Ndori, Anthony Pesela e Tebogo.

## Medalhas
| Atleta                                                         | Esporte   | Evento                        | Medalha |
| -------------------------------------------------------------- | --------- | ----------------------------- | ------- |
| Letsile Tebogo                                                 | Atletismo | 200 m masculino               | Ouro    |
| Busang Kebinatshipi Bayapo Ndori Anthony Pesela Letsile Tebogo | Atletismo | Revezamento 4x400 m masculino | Prata   |

## Competidores
Esta foi a participação por modalidade nesta edição:
| Esporte   | Masculino | Feminino | Total |
| --------- | --------- | -------- | ----- |
| Atletismo | 9         | 1        | 10    |
| Natação   | 1         | 1        | 2     |
| Total     | 10        | 2        | 12    |

## Desempenho

### Atletismo
- Q = Qualificado para a próxima fase
- q = Qualificado para a próxima fase como o perdedor mais rápido ou, em eventos de campo, pela posição sem atingir o alvo para qualificação
- N/A = Fase não aplicável para o evento
- Bye = Atleta não precisou disputar aquela fase

Masculino
Eventos de pista
| Atleta                                                         | Evento              | Baterias | Baterias | Repescagem | Repescagem | Semifinal   | Semifinal   | Final       | Final            | Ref.                 |
| Atleta                                                         | Evento              | Tempo    | Pos.     | Tempo      | Pos.       | Tempo       | Pos.        | Tempo       | Pos.             | Ref.                 |
| -------------------------------------------------------------- | ------------------- | -------- | -------- | ---------- | ---------- | ----------- | ----------- | ----------- | ---------------- | -------------------- |
| Letsile Tebogo                                                 | 100 m               | 10.01    | 2 Q      | N/A        | N/A        | 9.91        | 2 Q         | 9.86        | 6                | [ 6 ]                |
| Letsile Tebogo                                                 | 200 m               | 20.10    | 1 Q      | Bye        | Bye        | 19.96       | 1 Q         | 19.46       | Medalha de ouro  | [ 6 ]                |
| Busang Kebinatshipi                                            | 400 m               | 44.45    | 3 Q      | Bye        | Bye        | 44.43       | 3           | Não avançou | Não avançou      | [ 7 ]                |
| Bayapo Ndori                                                   | 400 m               | 44.87    | 2 Q      | Bye        | Bye        | 44.43       | 4           | Não avançou | Não avançou      | [ 8 ]                |
| Leungo Scotch                                                  | 400 m               | 45.28    | 5        | 45.33      | 2 q        | 45.16       | 7           | Não avançou | Não avançou      | [ 9 ]                |
| Tshepiso Masalela                                              | 800 m               | 1.45:58  | 3 Q      | Bye        | Bye        | 1:45.33     | 2 Q         | 1:42.82     | 7                | [ 10 ]               |
| Kethobogile Haingura                                           | 800 m               | 1:46.46  | 7        | 1:45.52    | 1 Q        | 1:44.95     | 7           | Não avançou | Não avançou      | [ 11 ] [ 12 ] [ 13 ] |
| Tumo Nkape                                                     | 800 m               | 1.46:99  | 6        | 1:45.57    | 7          | Não avançou | Não avançou | Não avançou | Não avançou      | [ 14 ]               |
| Victor Ntweng                                                  | 400 m com barreiras | 49.59    | 5        | 48.88      | 3          | Não avançou | Não avançou | Não avançou | Não avançou      | [ 15 ]               |
| Busang Kebinatshipi Bayapo Ndori Anthony Pesela Letsile Tebogo | 4x400 m masculino   | 2:57.76  | 1 Q      | N/A        | N/A        | N/A         | N/A         | 2:54.53     | Medalha de prata | [ 16 ] [ 17 ] [ 18 ] |

Feminino
Eventos de pista
| Atleta       | Evento | Baterias | Baterias | Repescagem | Repescagem | Semifinal   | Semifinal   | Final       | Final       | Ref.   |
| Atleta       | Evento | Tempo    | Pos.     | Tempo      | Pos.       | Tempo       | Pos.        | Tempo       | Pos.        | Ref.   |
| ------------ | ------ | -------- | -------- | ---------- | ---------- | ----------- | ----------- | ----------- | ----------- | ------ |
| Oratile Nowe | 800 m  | 2:01.00  | 6        | 2:03.29    | 5          | Não avançou | Não avançou | Não avançou | Não avançou | [ 19 ] |

### Natação
Masculino
| Atleta          | Evento      | Eliminatórias | Eliminatórias | Semifinal   | Semifinal   | Final       | Final       | Ref.   |
| Atleta          | Evento      | Tempo         | Pos.          | Tempo       | Pos.        | Tempo       | Pos.        | Ref.   |
| --------------- | ----------- | ------------- | ------------- | ----------- | ----------- | ----------- | ----------- | ------ |
| Adrian Robinson | 100 m peito | 1:02.79       | 27            | Não avançou | Não avançou | Não avançou | Não avançou | [ 20 ] |

Feminino
| Atleta       | Evento      | Eliminatórias | Eliminatórias | Semifinal   | Semifinal   | Final       | Final       | Ref.   |
| Atleta       | Evento      | Tempo         | Pos.          | Tempo       | Pos.        | Tempo       | Pos.        | Ref.   |
| ------------ | ----------- | ------------- | ------------- | ----------- | ----------- | ----------- | ----------- | ------ |
| Maxine Egner | 100 m livre | 58.98         | 27            | Não avançou | Não avançou | Não avançou | Não avançou | [ 21 ] |